# 桑格罗河畔蒙特贝洛
桑格罗河畔蒙特贝洛，是意大利阿布鲁佐大区基耶蒂省的一个市镇。总面积5平方公里，人口102人，人口密度20.4人/平方公里（2009年）。ISTAT代码为069009。